# Megadrillus heteronevrus
Megadrillus heteronevrus är en tvåvingeart som först beskrevs av Macquart 1838.  Megadrillus heteronevrus ingår i släktet Megadrillus och familjen rovflugor. Inga underarter finns listade i Catalogue of Life.